# Elecciones al Consejo General de Andorra
Las elecciones al Consejo General de Andorra son las elecciones en las que los ciudadanos andorranos eligen a los miembros del Consejo General de Andorra, el parlamento unicameral de ese país. Las elecciones se realizan cada cuatro años, en un sistema que combina representación proporcional y distritos electorales.
Las últimas se celebraron en 2023 y las próximas serán no más tarde de 2027.
Estas elecciones sirven también como una elección indirecta del jefe de Gobierno de Andorra. Tras las elecciones, el Consejo General se reúne y vota entre los candidatos propuestos por los grupos parlamentarios. El candidato que recibe la mayoría de los votos de los miembros del Consejo General es nombrado jefe de Gobierno.

## Sistema electoral

Parroquias de Andorra

La Constitución de Andorra de 1993 establece que los miembros del Consejo General de Andorra son elegidos mediante sufragio universal, libre, igual, directo y secreto, por un período de cuatro años.
El jefe de Gobierno de Andorra puede pedir a los copríncipes la disolución anticipada del Consejo General y la celebración de elecciones, siempre que no se esté tramitando una moción de censura o se haya declarado el estado de emergencia y haya pasado al menos un año desde las anteriores eleccciones.
El Consejo General de Andorra está compuesto por un total de 28 miembros, conocidos como consejeros generales (en catalán: consellers generals). El sistema electoral andorrano es de voto paralelo, combinando elementos de representación proporcional y mayoría simple.
- Representación parroquial: Se eligen 14 consejeros generales, dos en cada una de las siete parroquias de Andorra: Andorra la Vieja, Escaldas-Engordañ, San Julián de Loria, Encamp, La Massana, Ordino y Canillo. Los consejeros son elegidos mediante escrutinio mayoritario plurinominal. Es decir, la lista más votada en cada parroquia obtiene ambos escaños.[6]

- Representación nacional: Los 14 escaños restantes se asignan a nivel nacional mediante un sistema de representación proporcional con listas cerradas y bloqueadas, donde los votantes eligen entre diferentes listas de candidatos. Para ello, se utiliza el método del resto mayor con cociente Hare que permite asignar escaños a las listas electorales de forma aproximadamente proporcional a los votos obtenidos.[7]

Las listas parroquiales y la lista nacional son independientes entre sí: los votantes emiten dos votos separados. No hay requisito de votar por el mismo partido político en ambas listas. Para diferenciar los votos, se utilizan urnas de distintos colores: la urna blanca es para las papeletas de la lista parroquial, mientras que la urna azul es para las papeletas de la lista nacional. Un mismo candidato no puede aparecer tanto en la lista nacional como en una lista parroquial.

## Elecciones
- Elecciones parlamentarias de Andorra de 2023
- Elecciones parlamentarias de Andorra de 2019
- Elecciones parlamentarias de Andorra de 2015
- Elecciones parlamentarias de Andorra de 2011
- Elecciones parlamentarias de Andorra de 2009
- Elecciones parlamentarias de Andorra de 2005
- Elecciones parlamentarias de Andorra de 2001
- Elecciones parlamentarias de Andorra de 1997
- Elecciones parlamentarias de Andorra de 1993